# Торпеда Уайтхеда
Торпеда Уайтхеда — общее название семейства торпед, сконструированных австрийским инженером английского происхождения и подданства Робертом Уайтхедом. Торпеды Уайтхеда серийно производились фирмой Уайтхеда с 1868 года и поставлялись как на вооружение Императорского и Королевского Военного Флота Австро-Венгрии, так и на экспорт (включая Королевский Флот Великобритании).

## Изобретение торпеды
Событием, изменившим жизнь Роберта Уайтхеда, стало последовавшее в 1864 году приглашение его присоединиться к работе по усовершенствованию аппарата для береговой обороны, известного в англоязычном переводе, как «coastsaver» («защитник берега»), изобретённого отставным фрегаттен-капитаном (капитаном 2-го ранга) Императорского военного флота Австрийской империи Джованни Лапписом (более известным в России под немецкоязычной версией своих имени и фамилии как Йоганн Луппис). Устройство представляло собой погружаемый в воду длинный сигарообразный аппарат, заполненный взрывчатым веществом и перемещаемый с помощью увеличенного в размерах часового механизма. Идея создания подобного аппарата потерпела крах, но она вдохновила Уайтхеда на поиск других решений по созданию нового оружия.
При помощи своего двенадцатилетнего сына Джона, Уайтхед в течение последующих двух лет неутомимо занимался созданием и испытанием нового подводного оружия. Результатом двухлетних работ стала представленная в октябре 1866 году в Фиуме вторая в мире (после впервые испытанной в 1865 году самодвижущейся мины И. Ф. Александровского, см. Торпеда Александровского) самодвижущаяся мина (торпеда) с пневматическим приводом. Испытания оказались неудачными ввиду неустойчивости хода торпеды по курсу и глубине, но в 1868 году Уайтхед представил новый образец торпеды — с соосными гребными винтами и гидростатом — принятый после некоторой доработки на вооружение Австро-Венгерским флотом в 1871 году. Торпеда впоследствии постоянно совершенствовалась Уайтхедом и ещё при его жизни компанией Уайтхеда было создано значительное число вариантов торпед. С 1866 по 1905 год максимальная скорость хода торпед Уайтхеда увеличилась с 6,5 до 32 узлов, а максимальная дальность пуска увеличилась с 200 до 2200 ярдов (со 180 до 2000 метров).
В 1868 году, после успешной демонстрации возможностей торпеды, австро-венгерский флот решил разместить заказ на её производство. Роберт Уайтхед при заключении контракта сохранил за собой право продажи торпед и лицензий на их производство другим странам и посвятил всю свою дальнейшую жизнь развитию торпедного оружия. К 1869 году сведения о деятельности Уайтхеда в Фиуме дошли до руководства Королевского флота Великобритании. За этим последовало приглашение Роберта назад в Великобританию, где он провёл демонстрации своих 14-дюймовых (355,6-мм) и 16-дюймовых (406,4-мм) торпед. За демонстрациями последовала покупка права на использование этих торпед британским флотом, а с 1872 года покупка права и на их производство в Вулвичском арсенале (Royal Arsenal).
В течение нескольких последующих лет на фабрику Уайтхеда последовали заказы на приобретение торпед со стороны Франции (1872 год), Германии (1873 год), Италии (1873 год), России (1874 год), Аргентины, Бельгии, Греции, Дании, Испании, Норвегии, Португалии, Турции, Чили, Швеции и Японии. Россия стала шестым государством, принявшим (в 1874 году) торпеду на вооружение своего военно-морского флота.

## Модификации[6]
| Модель (год производства)       | Длина, м | Материал корпуса | Вес торпеды, фунтов | Вес боевой части, фунтов (кг) | Скорость хода, миль/ч | Дальность хода, ярдов                                                    | Стоимость (фунтов стерлингов) |
| ------------------------------- | -------- | ---------------- | ------------------- | ----------------------------- | --------------------- | ------------------------------------------------------------------------ | ----------------------------- |
| 356-мм (1866)                   |          |                  | 265                 | 18 (8,2)                      | 7                     | 200                                                                      |                               |
| 356-мм (1868)                   |          |                  | 346                 | 40 (18,2)                     | 7                     | 200                                                                      |                               |
| 406-мм (1868)                   |          |                  | 650                 | 67 (30,4)                     | 7?                    | 600                                                                      |                               |
| 356-мм (1875)                   |          |                  | 530                 | 26 (11,8)                     | 18                    | 600                                                                      |                               |
| 381-мм (1882)                   | 5,7      | Сталь или бронза | 904                 | 94 (42,6)                     | 21                    | 800                                                                      | 350 (С), 380 (Б)              |
| 356-мм (1882)                   |          |                  | 498                 | ?                             | 24                    | 400                                                                      |                               |
| 356-мм (1883) (увеличенная 14") |          |                  |                     | 117 (53,1)                    | 20                    | 800                                                                      |                               |
| 356-мм (1883)                   |          |                  | 581                 | 44 (20)                       | 21                    | 650                                                                      |                               |
| 305-мм (1883)                   |          |                  | 272                 | 33 (15)                       | 21                    | 200                                                                      |                               |
| 356-мм MkV (1886)               |          |                  | 660                 | 58 (26,3)                     | 24                    | 600                                                                      |                               |
| 457-мм (1890) Mk 1B             |          |                  | 1236                | 198 (90)                      | 30                    | 800 на 27,5 узлах                                                        |                               |
| 457-мм (1892) Mk 2              |          |                  | 845                 | 118 (53,5)                    | 30                    | 800 на 27 узлах                                                          |                               |
| 457-мм (1893) Mk 2 (Тип C)      |          |                  | 1232                | 132 (60)                      |                       | 1500 на 28,5 узлах                                                       |                               |
| 457-мм (1906)                   |          |                  | 1609                | 220 (99,8)                    | 35                    | 1000                                                                     |                               |
| 457-мм (1908)                   |          |                  | 1609                | 253 (115)                     | 42                    | 1090 (1000 м) на 42 уз., 2190 (2000 м) на 34 уз. 4370 (4000 м) на 28 уз. |                               |
| 457-мм RGF Mk VII (1908)        |          |                  | 1553                | 200 (90,1)                    | 41                    | 3000 на 41 уз., 5500 на 34 уз.                                           |                               |
| 457-мм (1911)                   |          |                  | 1620                | 253 (115)                     | 42                    | 1090 на 42 уз., 6560 на 27 уз.                                           |                               |
| 457-мм (1911)                   |          |                  | 1743                | 220 (99,8)                    | 44                    | 2190 на 44 уз., 6560 на 31 уз.                                           |                               |

## Факты
- Именно торпеда Уайтхеда была впервые в военно-морской истории применена в боевой обстановке: 29 мая 1877 года фрегат Её Величества «Шах» произвёл торпедный выстрел по перуанскому монитору «Эль Уаскар» во время битвы в бухте Пакоча.
- Первая успешная торпедная атака также была совершена с применением торпед Уайтхеда: 13 января 1878 года во время Русско-турецкой войны 1877—1878 годов паровые катера «Чесма» и «Синоп» на рейде Батума двумя попаданиями потопили турецкую канонерскую лодку «Интибах».